# Heinrich Kirschbaum

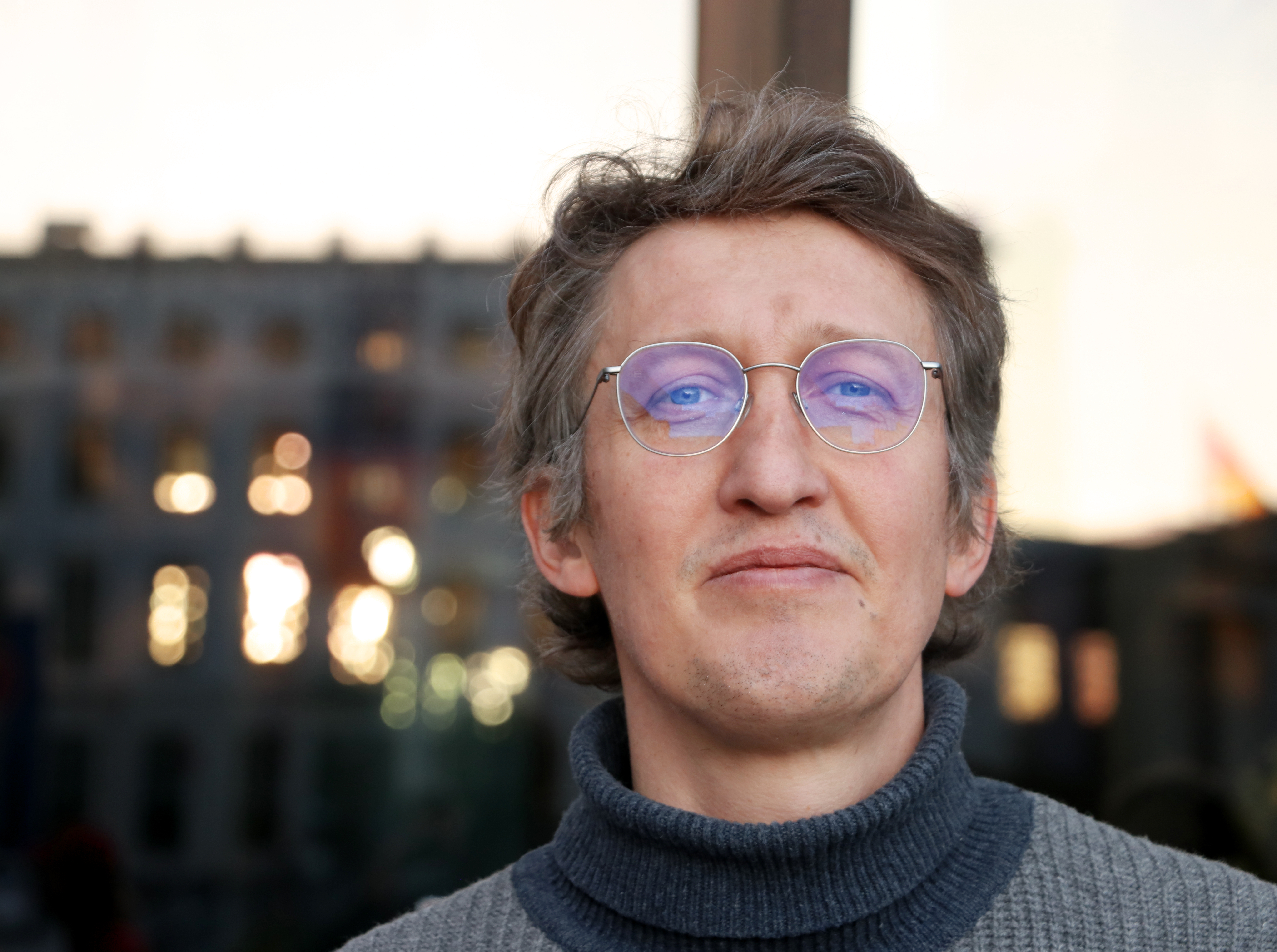
Heinrich Kirschbaum, 2023

Heinrich Kirschbaum (geb. 1974) ist ein deutscher Slawist, Essayist und Übersetzer. Seit 2019 ist er Professor für Slawische Literatur- und Kulturwissenschaft an der Universität Freiburg.

## Leben
Heinrich Kirschbaum studierte an der Universität Regensburg und promovierte ebendort zur deutschen Thematik in Ossip Mandelstams Werk. Von 2007 bis 2011 war er als wissenschaftlicher Mitarbeiter an der Universität Passau tätig. Von 2011 bis 2012 war er Postdoc-Stipendiat der Alexander von Humboldt-Stiftung an der Universität Breslau. Von 2013 bis 2017 hatte Heinrich Kirschbaum die Juniorprofessur für Westslawische Literaturen und Kulturen an der Humboldt-Universität zu Berlin inne. Dort habilitierte er sich mit der Monografie Im intertextuellen Schlangennest. Adam Mickiewicz und polnisch-russisches (anti)imperiales Schreiben. Von 2017 bis 2019 war er Assistenzprofessor für Slavische und Allgemeine Literaturwissenschaft an der Universität Basel. Seit 2019 hat er die Professur für Slavische Literatur- und Kulturwissenschaft an der Albert-Ludwigs-Universität Freiburg inne.
Zu seinen Forschungsinteressen und Kompetenzen gehören slawische Literaturen und Kulturen (mit Fokus auf Russland, Polen, Belarus und der Ukraine).
Heinrich Kirschbaum ist Fachherausgeber (Slawistik) der Zeitschrift Poetica.
Er ist Ehrenmitglied des Belarussischen PEN-Zentrums. 2022 erschien sein Buch „Revolution der Geduld“ über die Entstehung der Zivilgesellschaft während der Proteste in Belarus in den Jahren 2020–2021.

## Publikationen
- „Valgally beloe vino...“ Nemeckaja tema v poėzii O. Mandel’štama. [„Walhallas weißer Wein...“ Das deutsche Thema in der Dichtung Osip Mandel’štams]. Moskau: NLO 2010.
- Im intertextuellen Schlangennest. Adam Mickiewicz und polnisch-russisches (anti-)imperiales Schreiben. Frankfurt am Main et al. 2016.
- (Hrsg.): Wiedergänger, Pilger, Indianer. Polen-Metonymien im langen 19. Jahrhundert. Frankfurt am Main et al. 2017.
- Mit Yaraslava Ananka, Magdalena Marszałek (Hrsg.): Heu auf dem Asphalt. Topoi belarussischer Selbstverortungen. München 2021.
- Revolution der Geduld. Eine belarussische Bricolage. Matthes und Seitz Berlin 2022.